# Deadliest Catch: Alaskan Storm
Deadliest Catch: Alaskan Storm is een levenssimulatiespel voorXbox 360 en Microsoft Windows van Northwestern Games, Liquid Dragon en Greenwave Games.

## Het spel
Deadliest Catch: Alaskan Storm is een simulatiegame die gebaseerd is op de televisieserie Deadliest Catch van Discovery Channel. Het spel laat jou, als bijvoorbeeld Sig Hansen, Phil Harris of Larry Hendricks, je eigen schip runnen op zoek naar het rode goud van de Beringzee. Kies een van de 5 authentieke krabboten, waaronder de Northwestern en de Cornelia Marie, of maak je eigen boot. Werf en leid je eigen crew, kies uit 20 echte krabvissers zoals Kenny, en geef elk crewlid een taak (Deck Boss, Engineer, Medic, Cook and Bait Boy). Leid je vermoeide, hongerige en hard werkende crew in de strategische zoektocht naar King en Opilio krab, terwijl je zorgt voor de veiligheid op het dek en maakt dat je de krab gevonden hebt voor de andere kapiteins ze hebben.

## Releases
Deadliest Catch: Alaskan Storm zou oorspronkelijk in april van 2008 al voor de Xbox 360 en de pc verschijnen maar de release van de Xbox 360 versie bleef uit tot 17 juni en de release van de PC versie was pas op 19 augustus. De release van de pc versie is een aantal keer uitgesteld door de vele bugs die gevonden werden in de Xbox 360-versie. Deze bugs zijn vermoedelijk in de game gebleven omdat de makers van het spel onder druk stonden van het publiek dat de game wilde spelen. Hierdoor is er waarschijnlijk ook geen multiplayer functie in de pc-versie.
| Platform | Gebied        | Datum            |
| -------- | ------------- | ---------------- |
| Xbox 360 | Noord-Amerika | 17 juni 2008     |
| PC       | Noord-Amerika | 19 augustus 2008 |